# Rue Gustave-Le-Bon
La rue Gustave-Le-Bon est une voie du 14e arrondissement de Paris, en France.

## Situation et accès
La rue Gustave-Le-Bon est une voie publique située dans le 14e arrondissement de Paris. Elle débute au 1, rue Charles-Le-Goffic et se termine au 19, avenue Ernest-Reyer.

## Origine du nom

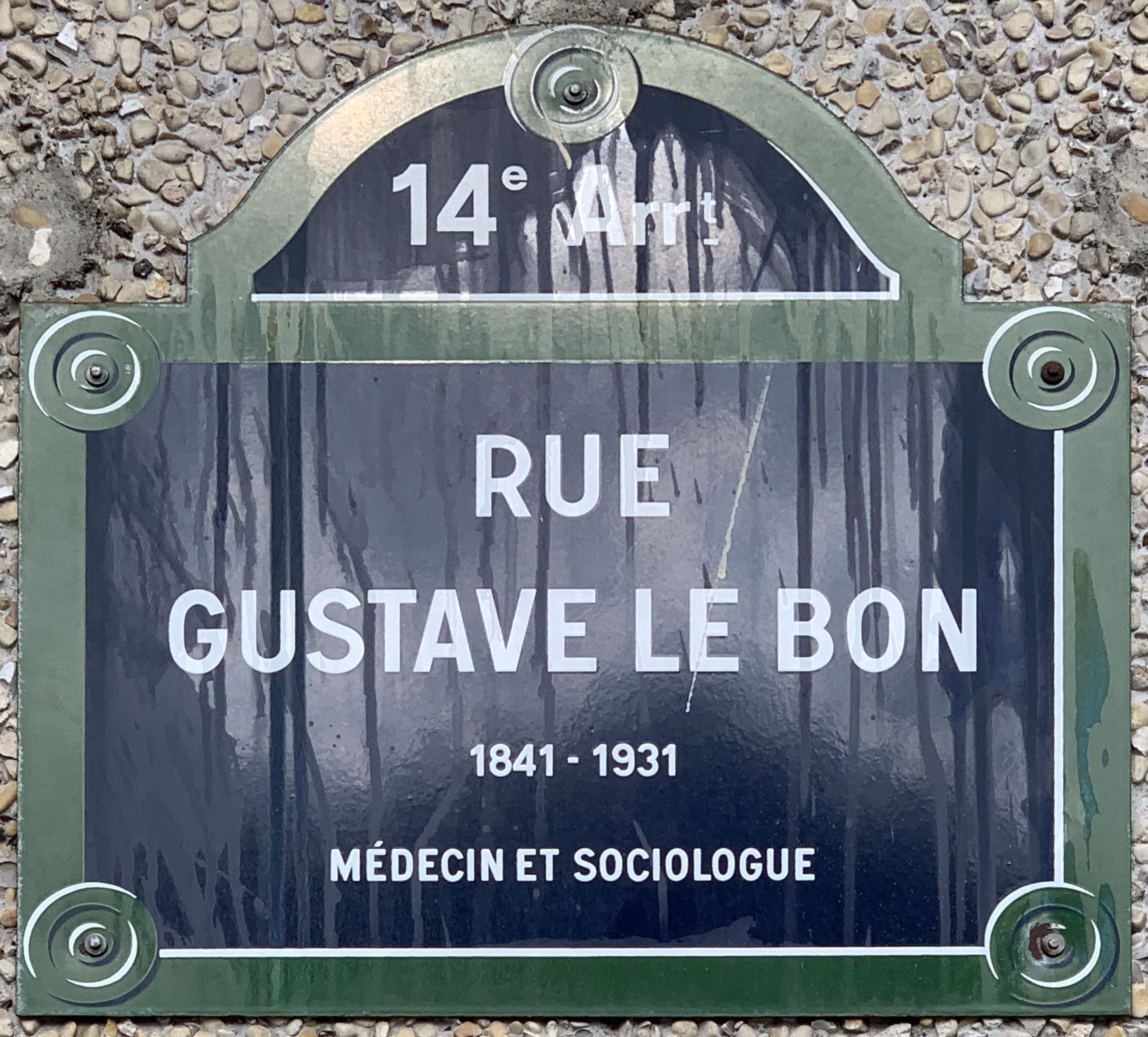
Plaque de la rue.

La rue a été nommée d'après Gustave Le Bon, médecin et sociologue français (1841-1931).

## Historique
La voie a été ouverte et a pris sa dénomination actuelle en 1932 sur l'emplacement du bastion no 79 de l'enceinte de Thiers.